# 草刈民代
草刈民代（1965年5月10日—），日本女演員，前芭蕾舞演員。本名周防民代。舊姓草刈。暱稱為。
出生於東京都新宿區。隸屬於渡邊娛樂。

## 經歷
草刈民代為家中三姐妹的長女。丈夫為電影導演周防正行。父親是中央精版印刷株式會社社長草刈龍平。祖父為中央精版印刷社長草刈親雄。
草刈畢業於川村小學、川村中學，川村高中退學。因為憧憬札幌冬奧的珍妮特·林恩而開始學習芭蕾。1973年，加入小林紀子芭蕾學院，1981年，進入牧阿佐美芭蕾舞團。
自1983年出道以來，在同芭蕾舞團演出主角而累積了舞台經驗，並藉此獲得許多獎項。1990年，受苏联文化省邀請，初次進行海外公演。
1996年，電影《談談情跳跳舞》為其首次的電影演出與初次主演（與役所廣司雙主演）。同年3月9日，與電影導演周防正行結婚。1997年，藉著《談談情跳跳舞》獲得日本電影金像獎最佳女主角獎。此外亦獲得電影旬報十嘉獎最佳新進女演員獎等多個獎項。
2001年，草刈終於演出自己憧憬已久的《卡門組曲》。2009年，在身兼監製與主演的公演最終日（4月24日）宣布，將由芭蕾舞演員引退。
芭蕾舞演員引退後，完全投入女演員工作。2010年播出的NHK大河劇《龍馬傳》為其首次演出電視劇。2011年演出電影。
2016年2月1日，由個人事務所轉移至奧斯卡傳播。

### 演出曲目
- 《天鹅湖》
- 《睡美人》
- 《胡桃夹子》
- 《堂吉诃德》
- 《雷蒙達（日语：ライモンダ）》
- 《小夜曲（日语：セレナーデ (バレエ)）》
- 《阿波羅（日语：ミューズを率いるアポロ）》
- 《青年與死亡（日语：若者と死）》
- 《卡門組曲》

## 演出紀錄

### 電視劇
- 《龍馬傳》（2010年，NHK大河劇）飾演 坂本幸（日语：坂本幸） / お登勢（一人分飾兩角）
- 《新參者》（2010年4月 - 6月，TBS）飾演 吉岡多美子
- 《外交官 黑田康作》（2011年1月 - 3月，富士電視台）飾演 觀上祥子
- 《眠れる森の熟女（日语：眠れる森の熟女）》（2012年9月 - 10月，NHK綜合）主演・相澤千波
- 《刑事（日语：刑事 蛇に横切られる#テレビ東京版（2014年））》（2014年3月26日，東京電視台）飾演 川原紗江
- 《Last Doctor～法醫秋田的驗屍報告～（日语：ラスト・ドクター〜監察医アキタの検死報告〜）》結局（2014年9月12日，東京電視台）飾演 川田玲子
- 《新 法廷荒らし 猪狩文助〜終の棲家〜（日语：告発弁護士シリーズ#TBS・柄本明版）》（2015年3月16日，TBS）飾演 池波遼子
- 《獻花給倉鼠》（2015年4月 - 6月，TBS）飾演 白鳥窗花
- 《東京傷情故事（日语：東京センチメンタル）》第1話（2016年1月15日，東京電視台）飾演 山村里美[4]
- 《不沉的太陽》第1部（2016年5月 -，WOWOW）飾演 [5]
- 《首相閣下的料理人》第5集（2016年8月19日，朝日電視台）飾演 河野艾莉[6]
- 《Doctor-X～外科醫·大門未知子～》第4部（2016年10月 - 12月，朝日電視台）飾演 南幾子[7]
- 《大戀愛～和忘記我的你》（2018年10月－12月，TBS）飾演 北澤薫
- 《第一刑事部的烏鴉》（2021年4月－6月，富士電視台）飾演 日高亞紀

### 網路劇
- 《Angel Flight 空中送行者》（2023年3月17日，Amazon Prime Video）飾演  高木塔子

### 電影
- 《談談情跳跳舞》（1996年1月27日）主演·岸川舞【雙主演：役所廣司】
- 《ダンシング・チャップリン（日语：ダンシング・チャップリン）》（2011年4月16日）
- 《臨終信託（日语：終の信託#映画）》（2012年10月27日） - 主演·折井綾乃
- 《窈窕舞妓（日语：舞妓はレディ）》（2014年9月13日）飾演 里春

### 舞台劇
- Believer／（2010年9月）飾演
- 音樂劇《Grand Hotel（日语：グランドホテル (ミュージカル)）》（2016年4月：TBS赤坂ACT劇場、5月：梅田藝術劇場主劇場）飾演 （Elizaveta Grushinskaya） ※紅隊

### 動畫電影
- 卜多力的一生（日语：グスコーブドリの伝記#2012年映画）（2012年）飾演 卜多力與的母親

## 獲獎紀錄
- 1987年：全國舞蹈競賽獎第一部第一名、文化部大臣獎勵獎、松村獎：舞蹈部門
- 1989年：第16回橘秋子賞、最優秀獎
- 1996年：第20回日本電影金像獎 最佳女主角獎、新人演員獎、電影旬報十嘉獎：最佳新進女演員獎
- 1997年：第13回服部智惠子獎
- 2012年：第36回日本電影金像獎 優秀女主角獎

## 外部連結
- 公式プロフィール （页面存档备份，存于）
- プロフィール Archive.today的存檔，存档日期2018-08-01 - オスカー電子カタログ
- 公式サイト （页面存档备份，存于）
- 草刈民代的Instagram帳戶